# Jungmannshof
Jungmannshof ist eine Hofschaft in der bergischen Großstadt Wuppertal. 

## Lage und Beschreibung
Die Hofschaft liegt im Nordwesten der Stadt Elberfeld auf 228 m ü. NHN im Südwesten des Wuppertaler Wohnquartiers Siebeneick des Stadtbezirks Uellendahl-Katernberg nahe der Stadtgrenze zu Velbert. 
Benachbarte Wohnplätze und Ortschaften sind Auf der Schmitten, Römersleimberg, Römershäuschen, Schanze, Am Lindgen, Krähenberg, Otterberg und die unmittelbar benachbarten Wüstenhof, Steingeshof und Schevenhof.

## Geschichte
Der Ort ist auf der Topographischen Aufnahme der Rheinlande von 1824 als Jungmannshof und auf der Preußischen Uraufnahme von 1843 als Jungmann eingezeichnet. Auf Messtischblättern des frühen 20. Jahrhunderts trägt der Ort den Namen Jungmannshaus.
Jungmannshof lag nahe an einer überörtlichen Altstraßen, der Alten Kölnischen Straße von Köln über Hilden, Erkrath-Hochdahl,  Mettmann-Diepensiepen und Wülfrath-Oberdüssel nach Westfalen. Der heutige Schanzenweg folgt hier der alten Trasse. 
Im 19. Jahrhundert gehörte Jungmannshof zu den Außenortschaften der Bauerschaft Obensiebeneick der Bürgermeisterei Hardenberg, die 1935 in Neviges umbenannt wurde. Damit gehörte es von 1816 bis 1861 zum Kreis Elberfeld und ab 1861 zum alten Kreis Mettmann. 
1888 lebten in Jungmannshof zwölf Einwohner in einem Wohnhaus.
Mit der Kommunalreform von 1929 wurde der südöstliche Teil von Obensiebeneick abgespalten und zusammen mit südlichen Dönberger Ortschaften in die neu gegründete Stadt Wuppertal eingemeindet, der Rest Obensiebeneicks mit Jungmannshof verblieb zunächst bei Neviges. Durch die nordrhein-westfälische Gebietsreform kam Neviges mit Beginn des Jahres 1975 zur Stadt Velbert und das restliche Obensiebeneick wurde ebenfalls Wuppertal eingemeindet.